# Thằn lằn Tegu
Thằn lằn Tegu (Danh pháp khoa học: Tupinambis) hay còn gọi là quái vật béo bệu là một chi bò sát lớn có nguồn gốc Nam Mỹ. Hiện nay một số nơi nuôi chúng làm cảnh như một thú nuôi độc lạ, thể hiện đẳng cấp của người chơi.

## Đặc điểm
Chúng có ngoại hình trông khá nặng nề như một con thằn lằn béo bệu. Một con tegu trưởng thành có chiều dài 1.5m, nặng đến 10 kg. Tuy có ngoại hình khá nặng nề, nhưng thằn lằn Tegu là một sinh vật rất nhanh nhẹn, hung tợn.
Chúng là những con vật rất phàm ăn, và ăn khá tạp, các loại thịt, rau, củ quả va giỏi leo trèo. Loài này bơi giỏi dưới nước nhưng có thể leo trèo và sống trên cây cao. Thằn lằn Tegu khá hung dữ, khi đói bụng nó có thể tấn công con người để ăn thịt. Nếu không được gần gũi với con người thường xuyên, tegu có thể sẽ trở nên khá hung dữ.

## Các loài
Các loài trong chi này gồm:
- Tupinambis duseni Lönnberg, 1896

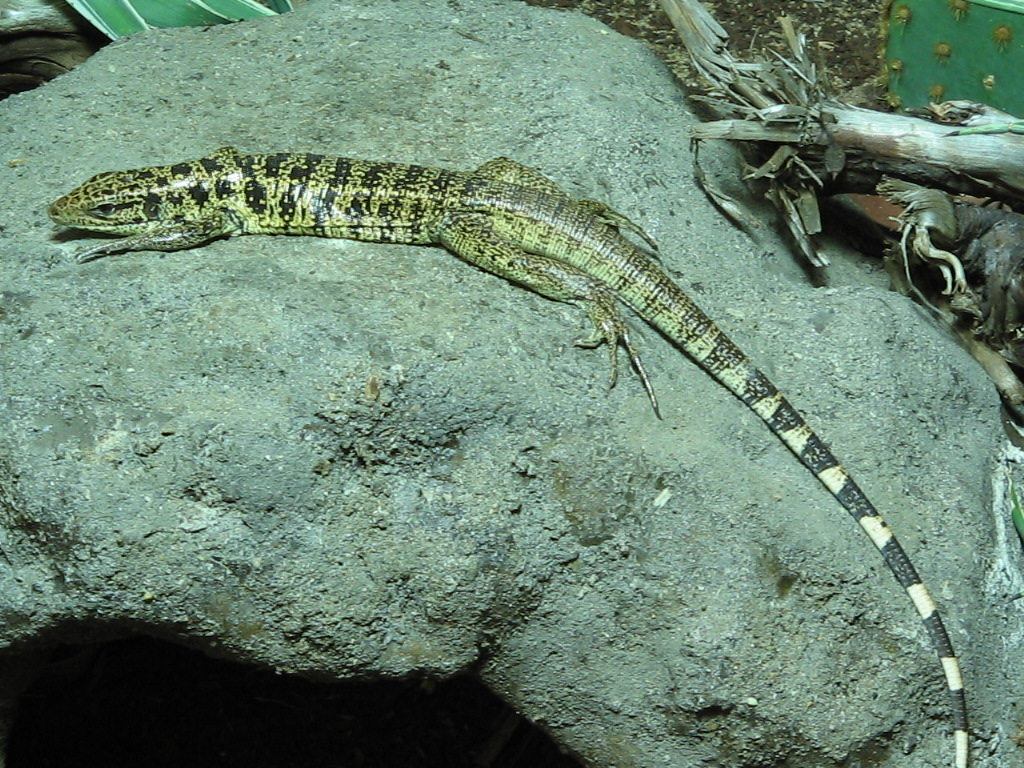
Gold Tegu

- Tupinambis longilineus Avila-Pires, 1995
- Tupinambis merianae (Duméril & Bibron, 1839) –(trước đây là T. teguixin)
- Tupinambis palustris Manzani & Abe, 2002
- Tupinambis quadrilineatus Manzani & Abe, 1997
- Tupinambis rufescens (Günther, 1871) – Günther 1871
- Tupinambis teguixin (Linnaeus, 1758) – (trước đây là T. nigropunctatus)[4]

## Vật cưng
Thằn lằn Tegu từng rơi vào nghi vấn là một sinh vật kỳ dị với hình dáng ma quái, chưa từng được khoa học biết đến đã xuất hiện ở hồ Thetis, Canada. Loài này đã xuất hiện ở Việt Nam và trở thành một vật nuôi được nhiều bạn trẻ ưa thích nhưng chỉ những dân chơi thứ thiệt mới nuôi nổi con con vật này do chúng có giá lên tới cả chục triệu đồng và bởi sự hung dữ vô cùng nguy hiểm. Kích thước to lớn của tegu sẽ khiến việc chăm sóc vất vả, tốn kém hơn nhiều so với các loài động vật nhỏ, và cũng đòi hỏi một khoảng không gian rộng lớn hơn để nuôi.
Là những kẻ bỏ trốn rất giỏi. Nếu không được trông nom cẩn thận, chúng có thể trèo ra khỏi nhà bất cứ lúc nào. Tự tay cho tegu ăn là điều khá nguy hiểm, vì nó có thể không phân biệt nổi đâu là thức ăn, đâu là tay của chủ. Tegu hoàn toàn được thuần hóa là điều khá kỳ công những con Tegu chưa thuần hoàn toàn sẽ vùng vằng khi bị bế, thậm chí có thể cắn vào tay chủ khi được vuốt ve.

## Hình ảnh

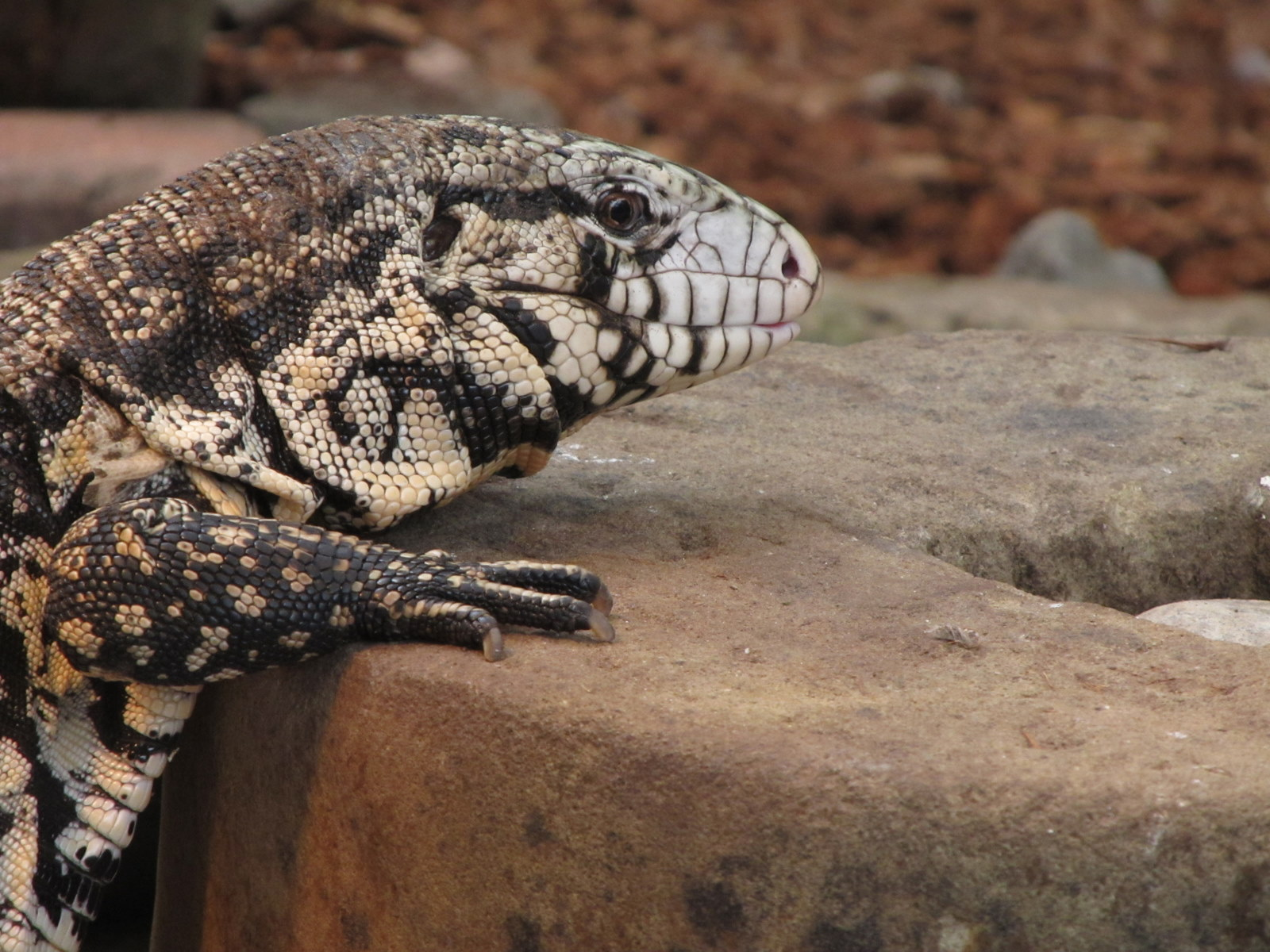
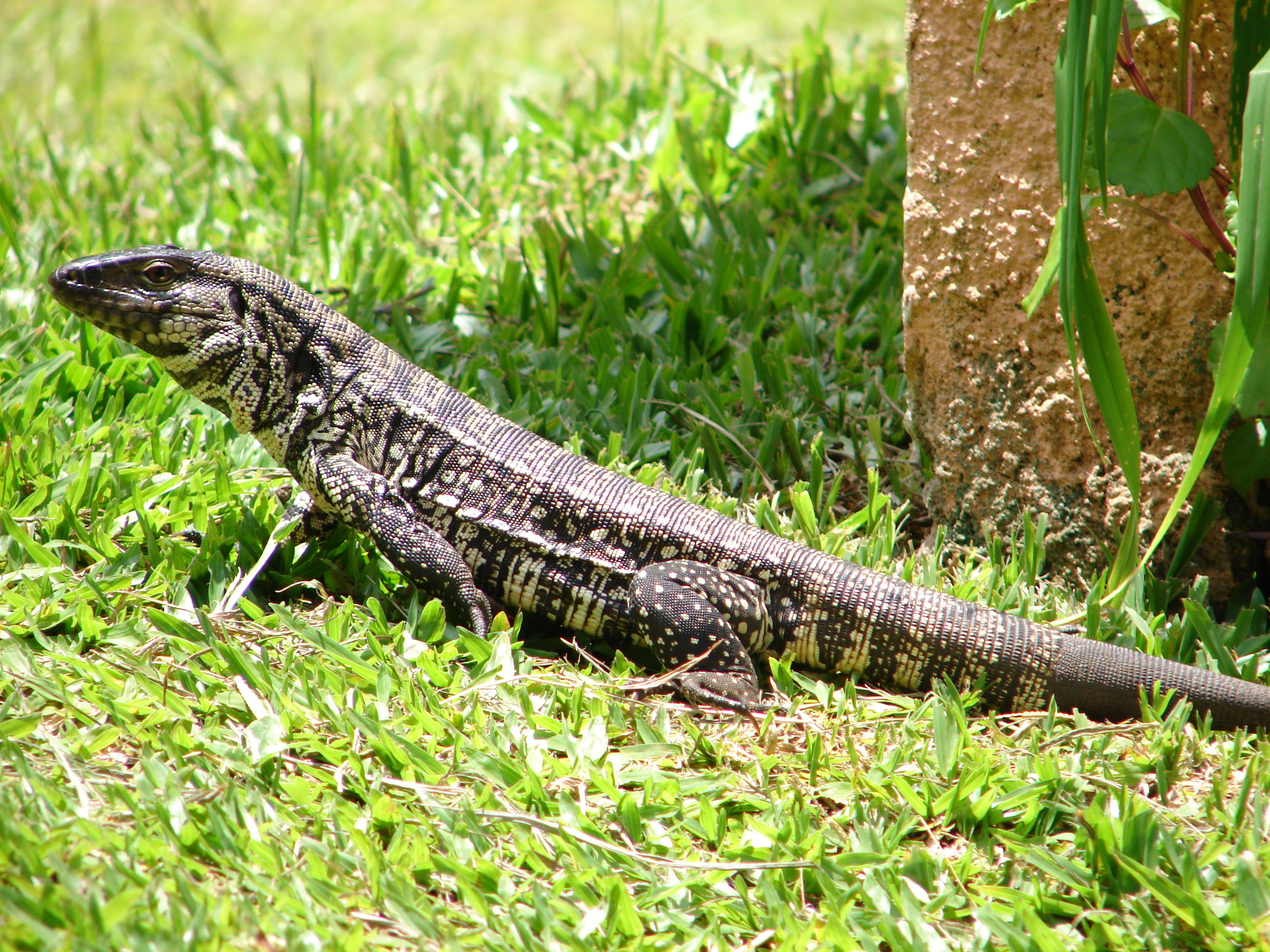
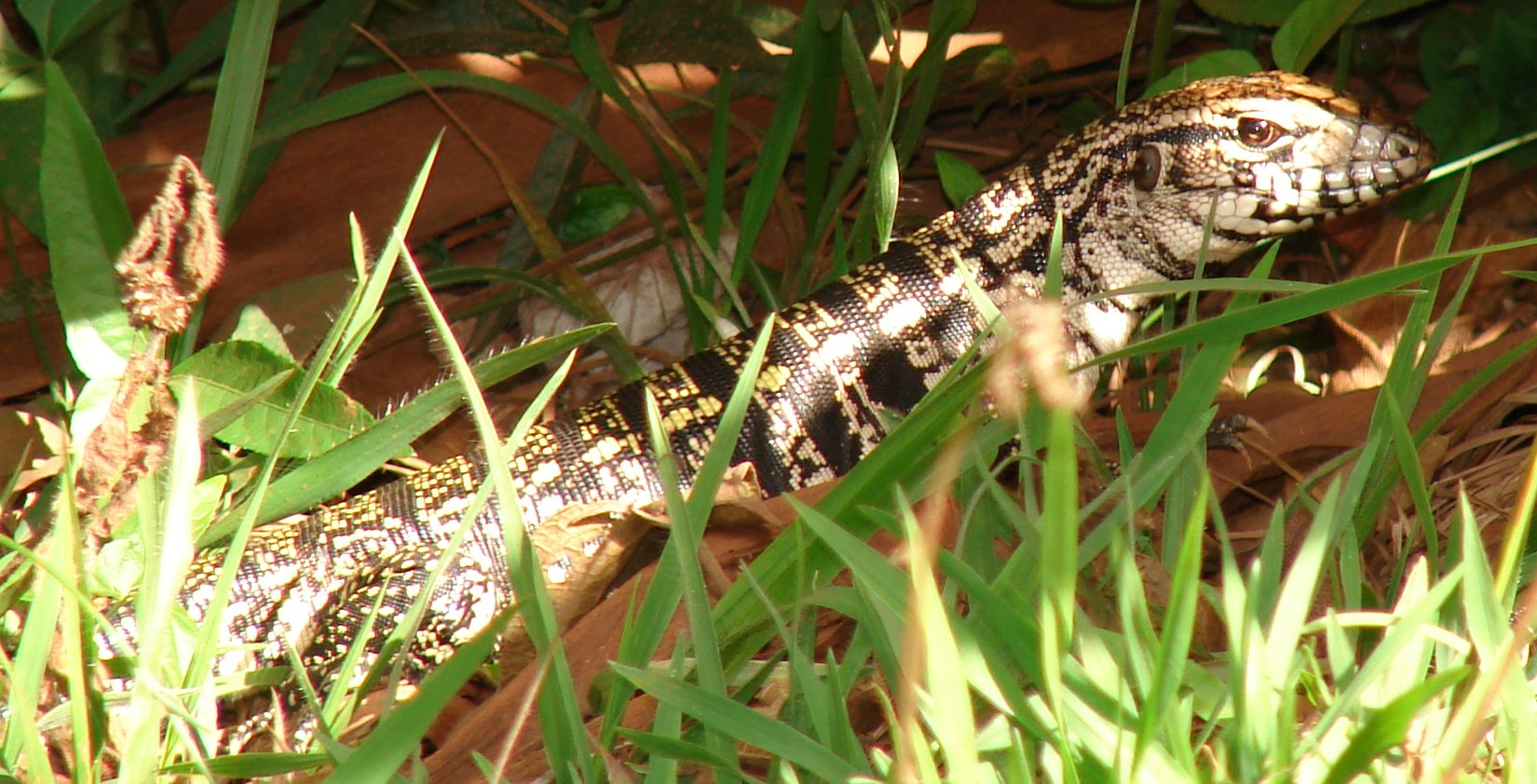
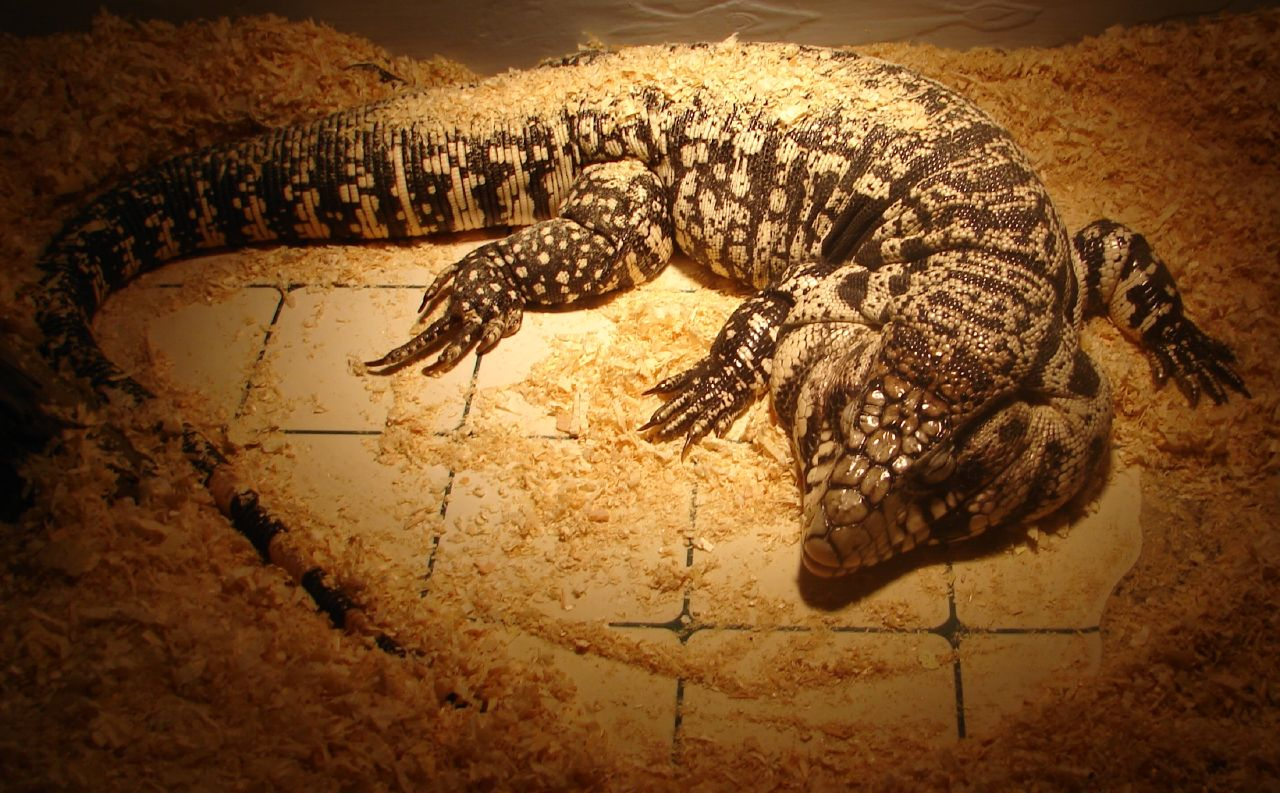